# Taner Demirbaş
Taner Demirbaş (* 20. November 1978 in Araklı) ist ein ehemaliger türkischer Fußballspieler. Er war zweimaliger Torschützenkönig der TFF 1. Lig, die er in den Spielzeiten 2005/06 (mit Ufuk Ateş) und 2006/07 erreichte. Er zählt zu den erfolgreichsten Zweitligatorjägern im Allgemeinen und zu den Erfolgreichsten der Zweitligazeiten der 2000er Jahre im Speziellen.

## Karriere

### Verein
Demirbaş kam in der nordtürkischen Hafenstadt Araklı auf die Welt, während einige Quellen als Geburtsort Ereğli angeben. Den Sprung zum Profifußball erreichte er beim Zweitligisten Erdemir Ereğlispor. Hier wurde er im Frühling als Amateurspieler in den Profikader aufgenommen und gab am 16. April 1995 in der Ligapartie gegen Sakaryaspor sein Profidebüt. Bereits in seiner zweiten Begegnung erzielte er gegen Çaykur Rizespor er auch sein erstes Tor. In der letzten Partie der Saison, in der Ereğlispor auf DÇ Karabükspor traf, erzielte Demirbaş beim 3:1-Sieg seiner Mannschaft alle drei Tore und errang so den ersten Hattrick seiner Profikarriere. Sein Verein verpasste zum Saisonende den Klassenerhalt und stieg ab. Demirbaş erzielte als Siebzehnjähriger in vier Zweitligaspielen vier Tore und machte so viele Talentjäger auf sich aufmerksam. So wechselte er im Sommer 1995 zum Drittligisten Bursa Merinosspor, einem Verein, der in enger Zusammenarbeit mit dem Erstligisten Bursaspor stand und diesen mit Talenten versorgte. Bei Merinosspor schaffte Demirbaş schnell den Sprung in die Stammelf. In seiner ersten Saison erzielte er in 22 Spielen acht Tore und steigerte sich in der zweiten mit 17 Toren in 30 Spielen.
Nach zwei Jahren für Merinosspor wechselte er im Sommer 1997 zum Erstligisten Bursaspor. Bei Bursaspor konkurrierte er im Sturm mit Spielern wie Murat Sözkesen, Elvir Baljić und Cafer Aydın und konnte sich nicht durchsetzen. Er kam bis zur Winterpause in lediglich vier Ligaspielen zum Einsatz und erzielte dabei drei Tore. Im Frühjahr 1997 wurde Demirbaş an den Zweitligisten Adıyamanspor abgegeben. Bei diesem osttürkischen Verein erlebte Demirbaş erst eine enttäuschende Rückrunde, in der er in zehn Spielen kein Tor erzielen konnte. In der Zweitligaspielzeit 1998/99 knüpfte Demirbaş an seine alte Form an. Mit 21 Saisontoren wurde er einer der erfolgreichsten Stürmer der Spielzeit. Die Hinrunde der Saison 1999/00 erzielte er elf Tore und verließ den Verein zur Winterpause Richtung Ligakonkurrent Konya SÜ Endüstrispor. Bei diesem Verein erzielte er bis zum Saisonende lediglich zwei Tore und verließ mit Saisonablauf den Verein.
Nach dem Abschied von Endüstrispor wechselte er im Sommer 2000 zum Drittligisten Adana Demirspor. Bei diesem Verein erlebte er seine torreichste Saison. Die Drittligasaison 2000/01 beendete er mit 39 Toren als Torschützenkönig der 3. Lig und war so maßgeblich an der Meisterschaft seiner Mannschaft beteiligt. Da im Sommer 2001 der türkische Profifußball von bisher drei Ligen auf vier erweitert wurden, bedeutete die Meisterschaft der 3. Liga nicht wie sonst den Aufstieg in die zweithöchste Spielklasse, sondern lediglich den Verbleib in der dritthöchsten Liga. In seiner zweiten Saison bei Demirspor erzielte Demirbaş 26 Tore und war maßgeblich daran beteiligt, dass sein Verein durch den Playoff-Sieg der Liga in die Türkiye 2. Futbol Ligi A Kategorisi aufstieg. In dieser Liga aufgestiegen, setzte Demirbaş seine Leistung vor. Mit 19 Toren wurde er hinter Yunus Altun Zweiter der Torschützenliste der zweithöchsten Spielklasse und zum dritten Mal in Folge erfolgreichster Torjäger seines Vereins.
Im Sommer 2003 verließ Demirbaş schließlich Demirspor und wechselte innerhalb der Liga zu Mersin İdman Yurdu. Bei Mersin etablierte er sich auf Anhieb als Leistungsträger und wurde mit 15 Toren erfolgreichster Torjäger seiner Mannschaft. Trotz dieser Leistung verließ er bereits nach einer Saison Mersin und heuerte stattdessen beim Ligarivalen Kayseri Erciyesspor an. Auch bei Erciyesspor etablierte sich Demirbaş als Leistungsträger und erzielte bis zum Saisonende 22 Ligatore. Mit diesen Toren wurde er Zweiter der Torschützenliste der zweithöchsten Spielklasse und war so maßgeblich an dem Aufstieg seiner Mannschaft in die Süper Lig beteiligt.
Trotz der erfolgreichen Zeit bei Erciyesspor verließ er diesen Verein nach dem Ende seines Einjahresvertrages und heuerte beim Erstligisten Malatyaspor an. Bei diesem Verein konnte er sich gegen die Stürmerkollegen wie Okan Yılmaz und Mustafa Özkan nicht durchsetzen und kam bis zur Winterpause auf acht Ligaspiele, in denen er ohne Torerfolg blieb. In der Winterpause wurde er an den Zweitligisten Sakaryaspor ausgeliehen. Bei diesem Klub avancierte er auf Anhieb wieder zum Goalgetter und war maßgeblich am Playoff-Sieg und dem Aufstieg seiner Mannschaft beteiligt. Er erzielte in 17 Spielen 20 Tore und wurde so zusammen mit Ufuk Ateş von Altay Izmir Torschützenkönig, obwohl er nur in der Rückrunde in der 2. Liga gespielt hatte. Zum Saisonende kehrte er zu Malatyaspor zurück. Dieser Verein hatte in der Zwischenzeit den Klassenerhalt in der Süper Lig verfehlt und behielt daher Demirbaş für die anstehende Zweitligasaison im Kader. Bei Malatyaspor gelang Demirbaş diesmal die von ihm erwartete Leistung. Er erzielte für die Zentralanatolier in 33 Ligaspielen 27 Tore und verteidigte seine Torjägerkrone. Seine Mannschaft beendete die Saison auf dem dritten Tabellenplatz und verpasste in der anschließenden Playoff-Runde die letzte Möglichkeit zum Aufstieg. In der Spielzeit 2007/08 setzte er seine Treffersicherheit weiter fort und erzielte bis zur Winterpause in 19 Spielen elf Tore. Da Malatyaspor aber unruhige Zeiten durchlebte und sich in finanziellen Engpässen befand, verließen viele Spieler den Klub. So wechselte auch Demirbaş in der Winterpause und ging zu seinem alten Verein und Ligakonkurrenten Sakaryaspor. Mit diesem Verein beendete er die Saison als Tabellendritte und qualifizierte sich für die Playoffphase der Liga. In diesen Playoffs schied er mit seinem Verein bereits im Halbfinale aus. In die neue Saison startete er bei Sakaryaspor eher bescheiden und blieb hinter den Erwartungen zurück. Er absolvierte bis zur Winterpause neun Spiele, in denen er ohne Torerfolg blieb.
Nachdem Demirbaş in der Hinrunde der Spielzeit 2008/09 hinter den Erwartungen zurückblieb, wechselte er in der Winterpause zum Ligakonkurrenten Kayseri Erciyesspor. Auch bei diesem Verein blieb er in der Rückrunde in vier Einsätzen ohne Torerfolg, sodass er im Sommer 2009 ein weiteres Mal den Verein wechselte. In die neue Saison startete er beim Drittligisten Alanyaspor und fand hier allmählich zu seiner alten Form zurück. Nachdem er bis zur Winterpause in 13 Spielen acht Tore erzielt hatte, wechselte er zur Rückrunde für die Ablösesumme von 150.000 Türkische Lira zum Ligarivalen Elazığspor. Bei diesem Verein verweilte er eine Spielzeit und ging mit Vertragsende zum Ligarivalen Bugsaş Spor. Nachdem er eine Spielzeit für Bugsaş Spor gespielt hatte, wechselte Demirbaş zu seinem alten Verein Adıyamanspor. Nachdem er die Spielzeit 2011/12 für Adıyamanspor gespielt hatte, beendete er im Sommer seine aktive Spielerlaufbahn.

### Nationalmannschaft
Demirbaş spielte 1998 insgesamt drei Mal für die türkische U-17-Nationalmannschaft und erzielte dabei vier Tore.

## Erfolge
Mit Kayseri Erciyesspor
- Dritter der TFF 1. Lig: 2004/05
- Aufstieg in die Süper Lig: 2004/05

## Auszeichnungen
- Torschützenkönig der TFF 1. Lig: 2005/06 (mit Ufuk Ateş), 2006/07
- Torschützenkönig der TFF 2. Lig: 2000/01